# Alejandro Weber
Alejandro Gabriel Weber Pérez (Santiago, 22 de octubre de 1983) es un psicólogo y político chileno, que desde el 21 de noviembre de 2020 hasta el 11 de marzo de 2022, ejerció como subsecretario de Hacienda en el segundo gobierno del presidente Sebastián Piñera.

## Familia y estudios
Su educación escolar —básica y media— la realizó en la Escuela Particular Subvencionada N° 95 de Paillaco (región de Los Ríos) y en el Liceo Municipal Rodulfo Amando Phillipi de la misma comuna. Luego cursó un bachiller en ciencias sociales, y en psicología organizacional de la Universidad Católica de Chile, asimismo estudios de posgrado en Master of Business Administration y un Master of International Development Policy en la Universidad de Duke, Estados Unidos.
Está casado con Daniela Peñaloza Ramos, alcaldesa de la comuna de Las Condes desde julio de 2021, y con quien es padre de tres hijos; Augusto, José Tomás y Elisa.

## Trayectoria profesional y política
Ha realizado asesorías internacionales en materia de reforma del Estado y desarrollo de capacidades para países como Ecuador, República Dominicana, Colombia y Perú, a través de entidades internacionales como el Banco Interamericano de Desarrollo (BID), la Agencia Alemana de Cooperación (GIZ) y la Organización para la Cooperación y el Desarrollo Económicos (OCDE).
En el ámbito académico ha ejercido como profesor de Comportamiento Organizacional, Gestión de Recursos Humanos y Selección de Personas tanto en la Facultad de Economía y Negocios de la Universidad de Chile como en la Escuela de Derecho de la Pontificia Universidad Católica (PUC). Es autor y editor de diversas publicaciones y seminarios sobre gestión pública y modernización del Estado.
Durante el primer gobierno de Sebastián Piñera fue subdirector de Desarrollo de Personas en la Dirección Nacional del Servicio Civil (DNSC) entre 2011 y 2014 —organismo relacionado del Ministerio de Hacienda—, liderando el diseño e implementación de la nueva agenda de modernización del Estado en gestión de personas. En marzo de 2018 asumió como director de la DNSC y la presidencia del Consejo de Alta Dirección Pública (ADP), manteniéndose en el cargo hasta el 20 de noviembre de 2020. 
El 20 de noviembre de 2020 en el marco del segundo gobierno de Sebastián Piñera, éste lo nombró como subsecretario de Hacienda, en reemplazo del renunciado Francisco Moreno Guzmán.
Tras finalizar su periodo como subsecretario, a fines marzo de 2022 asumió como decano de la Facultad de Economía y Negocios de la Universidad San Sebastián.